# Tobadill
Tobadill ist eine österreichische Gemeinde mit 495 Einwohnern (Stand 1. Jänner 2024) im Gerichtsbezirk und Bezirk Landeck im Bundesland Tirol.

## Geografie
Tobadill liegt auf einer schmalen Terrasse 200 m oberhalb von Pians, zwischen Perfuchsberg und dem Eingang ins Paznauntal. Die Gemeinde stellt eine typische Streusiedlung mit einem Kern um die Kirche und umliegenden Weilern und Höfen dar.

### Nachbargemeinden
| Strengen | Pians                                       | Landeck |
|          | Kompassrose, die auf Nachbargemeinden zeigt | Fließ   |
| Kappl    |                                             | Fiss    |

## Geschichte
Tobadill ist ersturkundlich 1275 als „Taueldilli“ genannt. Der Name leitet sich von tabulat ill („kleiner Heustadel“) ab.
1949 wurde Tobadill als eigenständige Gemeinde von Pians abgetrennt.
Früher war der Bergbau im Flathgebiet bedeutend, es wurde Eisenspat und Eisenkies abgebaut. Heute zählt die Gemeinde zu den einkommensschwächsten Nordtirols. Die meisten Bewohner sind zum Auspendeln zu ihrer Arbeitsstätte gezwungen.

### Bevölkerungsentwicklung

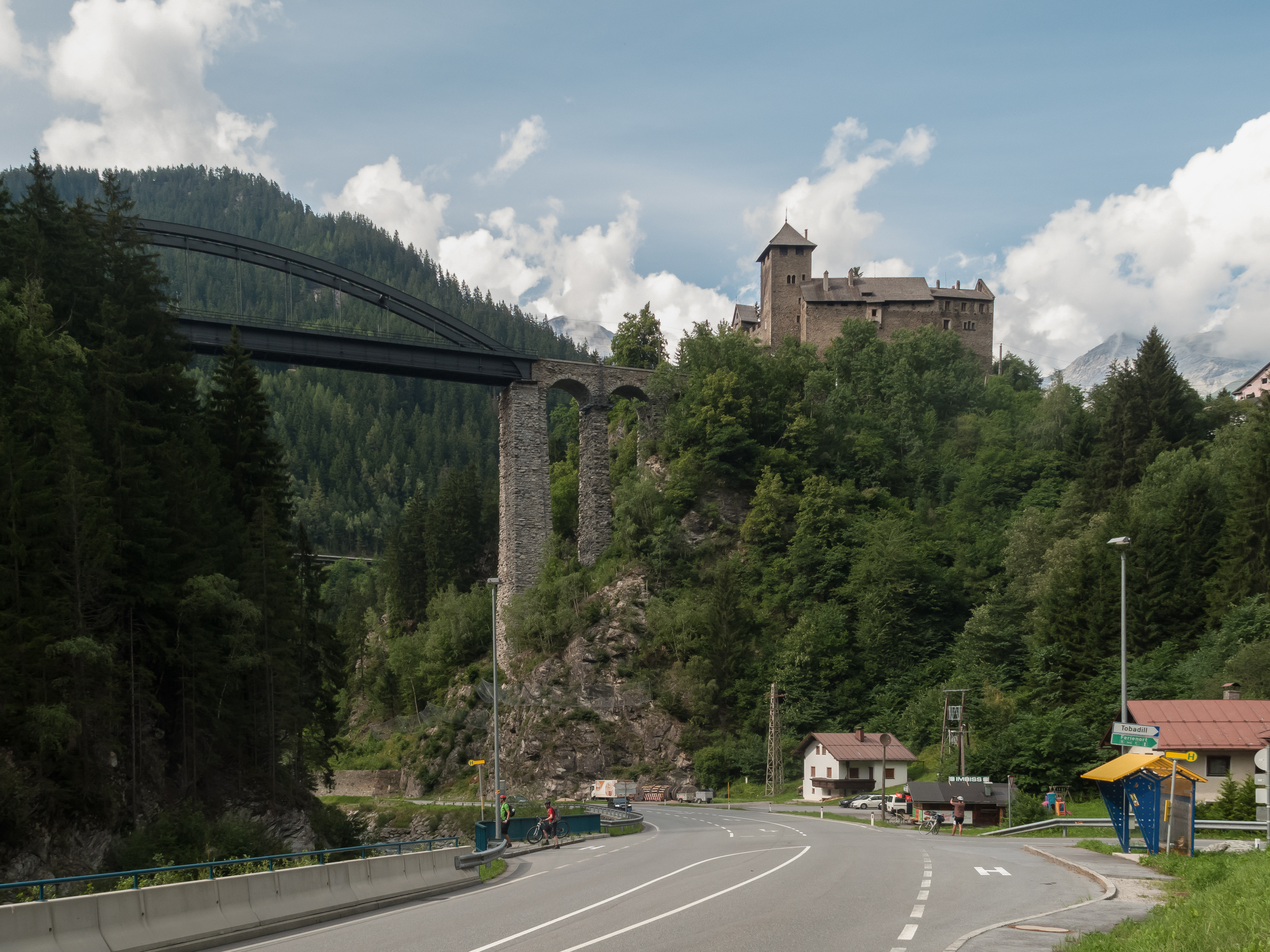
Trisannabrücke mit Schloss Wiesberg, Blickrichtung Norden (flussabwärts)

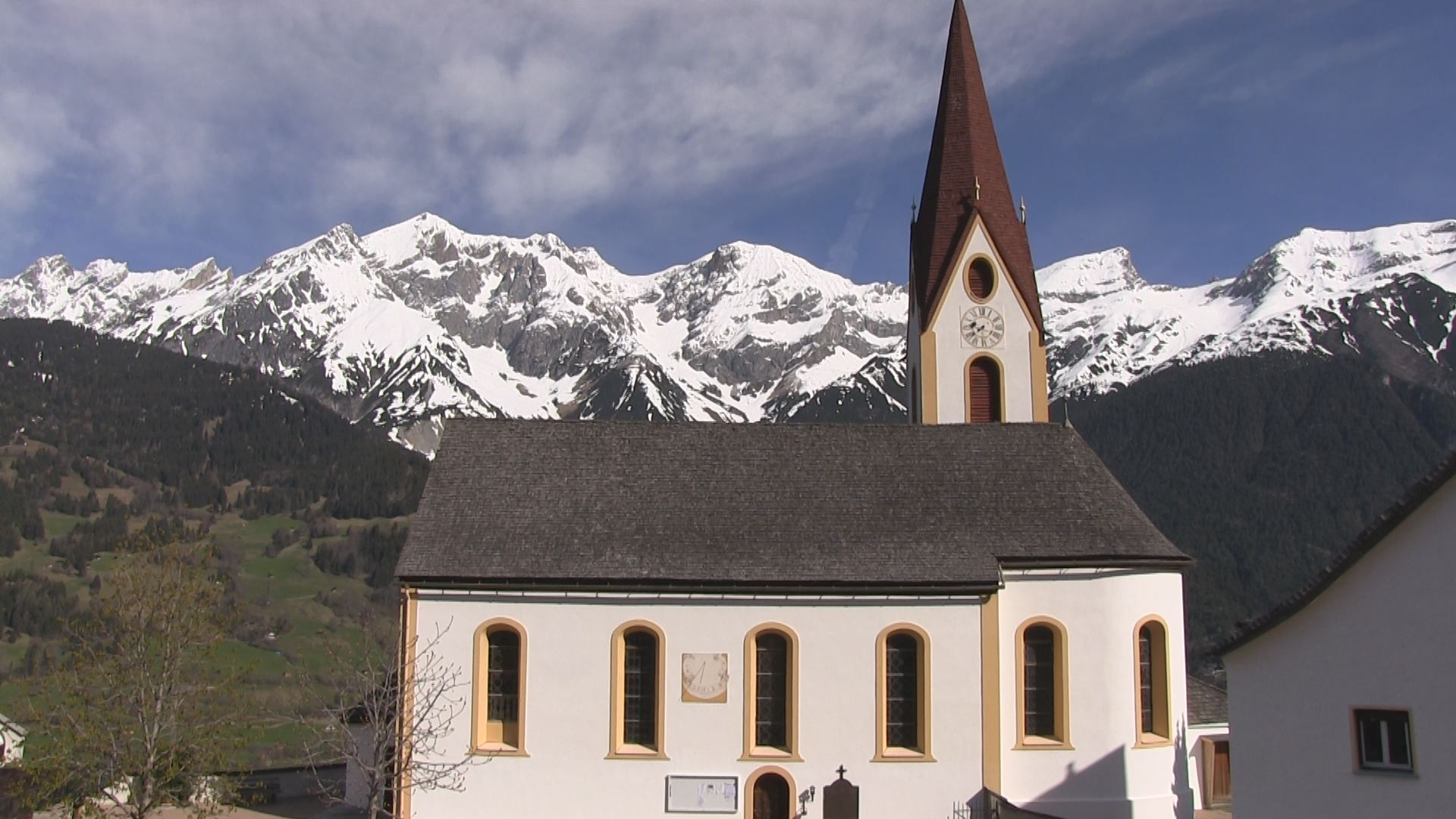
Katholische Pfarrkirche hl. Magnus

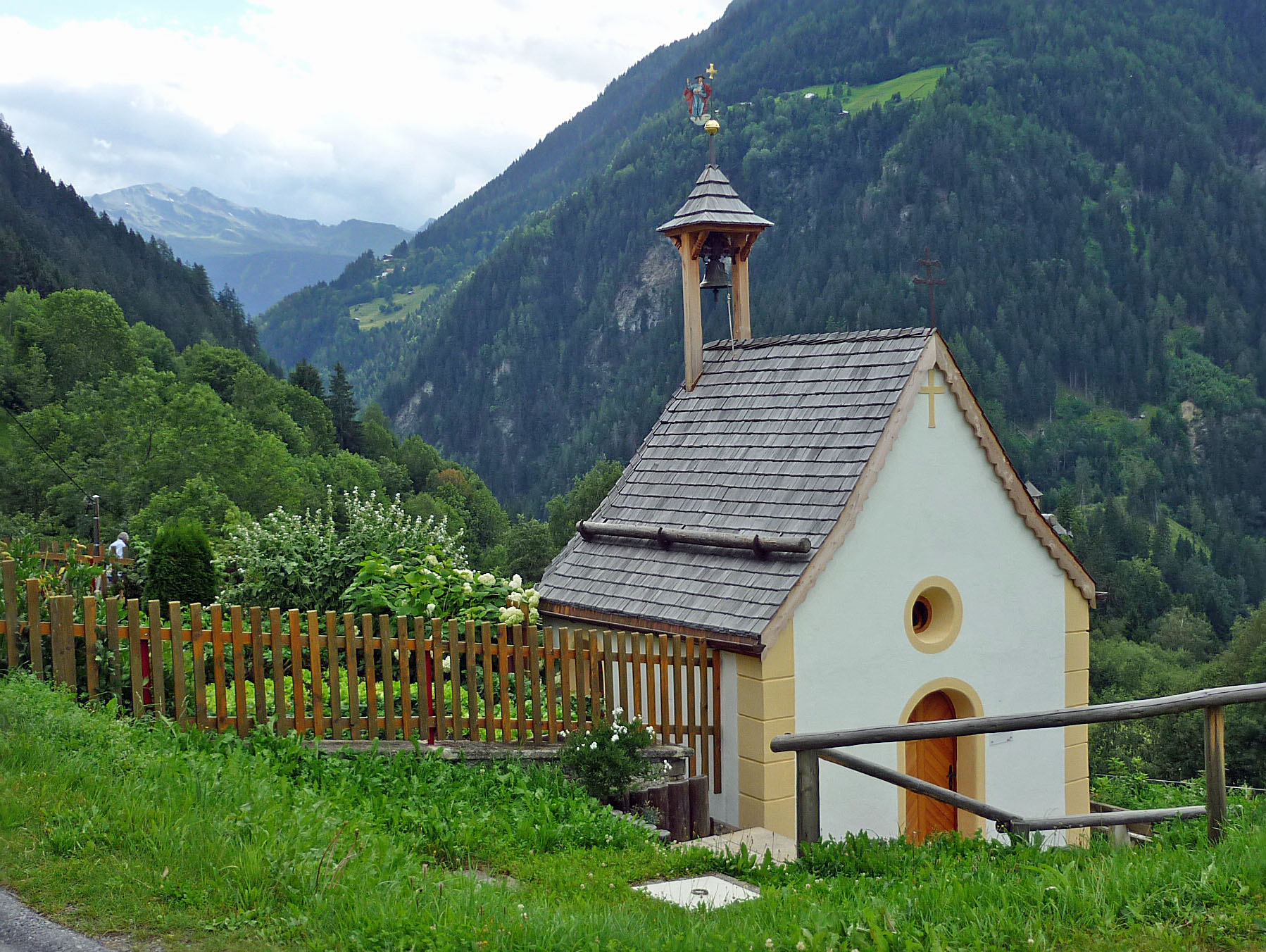
Kapelle Burgfried

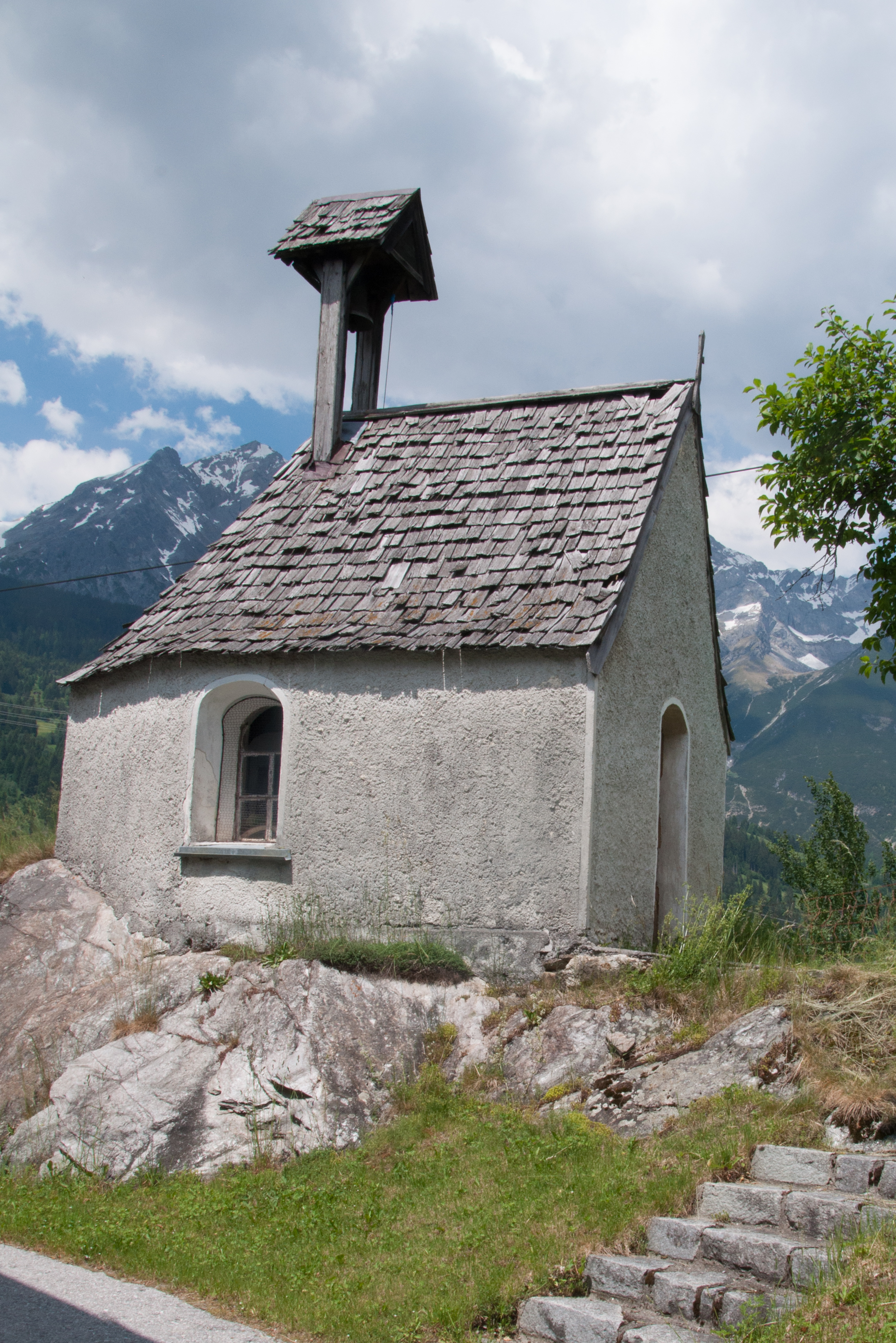
Kapelle Bichl

| Tobadill: Einwohnerzahlen von 1869 bis 2024         | Tobadill: Einwohnerzahlen von 1869 bis 2024 | Tobadill: Einwohnerzahlen von 1869 bis 2024 | Tobadill: Einwohnerzahlen von 1869 bis 2024 | Tobadill: Einwohnerzahlen von 1869 bis 2024 |
| --------------------------------------------------- | ------------------------------------------- | ------------------------------------------- | ------------------------------------------- | ------------------------------------------- |
| Jahr                                                |                                             |                                             |                                             | Einwohner                                   |
| 1869                                                | 1869                                        |                                             | 392                                         | 392                                         |
| 1880                                                | 1880                                        |                                             | 386                                         | 386                                         |
| 1890                                                | 1890                                        |                                             | 404                                         | 404                                         |
| 1900                                                | 1900                                        |                                             | 458                                         | 458                                         |
| 1910                                                | 1910                                        |                                             | 374                                         | 374                                         |
| 1923                                                | 1923                                        |                                             | 364                                         | 364                                         |
| 1934                                                | 1934                                        |                                             | 394                                         | 394                                         |
| 1939                                                | 1939                                        |                                             | 325                                         | 325                                         |
| 1951                                                | 1951                                        |                                             | 440                                         | 440                                         |
| 1961                                                | 1961                                        |                                             | 452                                         | 452                                         |
| 1971                                                | 1971                                        |                                             | 425                                         | 425                                         |
| 1981                                                | 1981                                        |                                             | 475                                         | 475                                         |
| 1991                                                | 1991                                        |                                             | 505                                         | 505                                         |
| 2001                                                | 2001                                        |                                             | 522                                         | 522                                         |
| 2011                                                | 2011                                        |                                             | 495                                         | 495                                         |
| 2021                                                | 2021                                        |                                             | 510                                         | 510                                         |
| 2024                                                | 2024                                        |                                             | 495                                         | 495                                         |
| Quelle(n): Statistik Austria, Gebietsstand 1.1.2021 |                                             |                                             |                                             |                                             |

## Kultur und Sehenswürdigkeiten
- Pfarrkirche hl. Magnus im Weiler Feld
- Schloss Wiesberg, ein Wehrbau an der Trisanna aus dem 13. Jahrhundert
- Trisannabrücke, ehemals weitest gespannte Eisenbahnbrücke Österreichs
- Kapelle Burgfried
- Kapelle Bichl

### Radwege
Tobadill liegt am Fernradweg, der als Via Claudia Augusta entlang einer gleichnamigen antiken Römerstraße verläuft.

## Wirtschaft und Infrastruktur

### Arbeitsstätten, Erwerbstätige
Im Jahr 2011 gab es 37 Arbeitsplätze in Tobadill, fünf in der Landwirtschaft, zwei im Produktionssektor und mehr als achtzig Prozent im Dienstleistungssektor. Im selben Jahr wohnten in der Gemeinde 243 Erwerbstätige. Davon arbeiteten 28 in Tobadill, beinahe achtzig Prozent pendelten aus, blieben aber zum Großteil im Bezirk Landeck.

### Fremdenverkehr
Jährlich zählt Tobadill rund 20.000 Übernachtungen. Diese verteilen sich auf eine Spitze mit monatlich 4000 Übernachtungen im Februar und einem zweiten Maximum im Sommer mit 2500 Übernachtungen im Juli.

### Verkehr
Durch den Nordwesten des Gemeindegebietes führt die Arlbergbahn. Der nächste Bahnhof befindet sich sieben Kilometer nordöstlich in Landeck.
Am nordwestlichen Rand von Tobadill verläuft die Silvrettastraße B 188.

## Politik

### Gemeinderat
Der Gemeinderat mit elf Mitgliedern hat nach der Gemeinderatswahl 2016 folgende Verteilung:
| Partei                                    | 2022             | 2022             | 2022             | 2016 | 2016  | 2016 | 2010             | 2010             | 2010             |
| Partei                                    | Stimmen          | %                | Mandate          | St.  | %     | M.   | St.              | %                | M.               |
| ----------------------------------------- | ---------------- | ---------------- | ---------------- | ---- | ----- | ---- | ---------------- | ---------------- | ---------------- |
| Bürgermeisterliste – Miar für Tobadill 1) | 200              | 60,61            | 7                | 124  | 35,43 | 4    | nicht kandidiert | nicht kandidiert | nicht kandidiert |
| Dorfliste Tobadill                        | 130              | 39,39            | 4                | 201  | 43,14 | 5    | 151              | 100              | 11               |
| Die Alternative Tobadill                  | nicht kandidiert | nicht kandidiert | nicht kandidiert | 75   | 21,43 | 2    | nicht kandidiert | nicht kandidiert | nicht kandidiert |

1) Die Partei kandidierte 2016 unter dem Namen „Miar für Tobadill“.

### Bürgermeister
- bis 2016 Franz Kathrein
- seit 2016 Martin Auer[9][6]

### Wappen
Blasonierung:
„Von Silber und Rot gezinnt geteilt, rechts überhöht von einem gleichfarbigen dreizinnigen Turm; im unteren Feld ein schwarzer Einhornkopf.“

## Persönlichkeiten

### Söhne und Töchter der Gemeinde
- Ferdinand Zangerl (1813–1865), Baumeister des Klassizismus
- Josef Siegele (1858–1945), Politiker